# Río Adrão
El río Adrão es un río del noroeste de la península ibérica que discurre íntegramente por el distrito de Viana do Castelo, en Portugal. 

## Curso
El Adrão nace en la localidad de homónima del municipio de Arcos de Valdevez y recorre unos 8 kilómetros hasta su confluencia con el río Limia a su paso por Soajo.

## Afluentes
- Ribeira da Bordença
- Ribeira de Laceiras